# Pasha Parfeni
Pasha Parfeni (Orhei, Moldavia, 30 de mayo de 1986), conocido anteriormente de manera artística como Pasha Parfeny, es un cantante moldavo, exintegrante de la banda SunStroke Project. Fue el encargado de representar a Moldavia en el Festival de la Canción de Eurovisión 2012 con la canción Lăutar (Trovador en español) y en 2023, con Soarele şi Luna (El sol y la luna en español).

## Biografía
Desde niño, su vida ha girado en torno a la música, ya que su madre era profesora de piano en la escuela de música de Orhei y su padre cantante y guitarrista.
A los siete años empezó a estudiar piano en la escuela de música de Orhei. En el año 2002, ingresó en la Escuela Superior de Música de Tiráspol, en el departamento de jazz.  En  2003, se convirtió en el ganador del concurso Vocile Transnistriei.
En 2006 continuó sus estudios musicales en la Academia de Música, en la especialidad de Teatro y Bellas Artes, donde hizo sus primeros pinitos como compositor. Paralelamente a sus estudios, también formó parte de una banda de rock. Interpretando su propio trabajo en el concurso Stelele Elatului, consiguió el tercer premio.
En 2007 quedó en primera posición en el concurso Duetul Anului. También ganó el concurso Argintul Iantrei celebrado en Bulgaria.
En 2009, como vocalista de la banda SunStroke Project, participó en la selección nacional de Moldavia para Eurovisión con la canción "No Crime", quedando en tercer lugar. Además,ganó el "Gran Premio" del Festival Internacional de la música pop "George Grigoriu", celebrado en Braila del 22 a 24 de mayo de 2009 y transmitido en directo por la cadena TVR. El "Gran Premio" que ganó fue el coche Volkswagen Passat y una pieza musical escrita para él por el compositor Andrew Tudor.
También participó en el Festival Internacional de Música "Bazar Slaveanski" celebrado en Vitebsk, Bielorrusia en el verano de 2009. Compitió con artistas de 16 países, incluyendo Italia, Brasil, Bulgaria, Ucrania, Macedonia, Serbia, Lituania, Letonia o Rusia entre otros. Además del tradicional trofeo (una lira de oro), también recibió un premio en efectivo de 6000 dólares. En este festival  interpretó tres canciones: "Svecia gorela", la segunda del repertorio de Allei Pugaciova "Dac-ai fi” y "We Are the Champions".
En septiembre de 2009, participó en el festival internacional "Cerbul de Aur" (Ciervo de Oro) celebrado en Brasov. Por desgracia, en este certamen no consiguió ningún premio. Además, ese mismo año participó en Festival de Mamaia donde interpretó la pieza que le compuso Andrew Tudor, "Tu nu vezi cerul" (No se ve el cielo). Con esta pieza, junto con otros tres competidores, quedó en primer lugar en la sección de Creación.
En 2010, finalizó su contrato con la banda SunStroke Project y abandonó el grupo. Ese mismo año quería participar en la selección rumana para Eurovisión pero al no poseer la nacionalidad rumana no pudo hacerlo. Sin embargo, con la canción "You Should Like" quedó en segunda posición en la selección nacional para Eurovisión de su país, Moldavia. Su antigua banda SunStroke Project junto a Olia Tira quedó en primer lugar y representó a Moldavia en Eurovisión 2010 con la canción "Run Away".
El 11 de marzo de 2012, ganó la selección nacional para Eurovisión 2012 con la canción Lăutar y representó a Moldavia en este certamen que se celebró en Bakú, Azerbaiyán. Finalizó en la undécima posición, con 81 puntos. Once años después, correría la misma suerte y volvería a representar a su país en Liverpool, Reino Unido, esta vez con el tema "Soarele şi Luna".

## Logros
- 2003 “Vocile Transnistriei” - Gran Premio.
- 2003 “Doua inimi gemene” – Gran Premio.
- 2005 “Steaua Elatului” - Primera posición.
- 2007 “Faces of Friends” - Primera posición.
- 2007 “Duetul Anului” - Primera posición.
- 2007 “Vostochny Bazar” (Ucrania) - Segunda posición.
- 2007 “Argintul Iantrei ” (Bulgaria) - Primera posición.
- 2008 Songs of the world - Primera posición.
- 2009 Preselección Nacional de Moldavia para Eurovisión 2009 - Tercera posición con la canción “No crime”.
- 2009 Sloveanskii Bazar (Bielorrusia) - Primera posición.
- 2009 Mamaia (Rumanía) - Primera posición.
- 2010 Preselección Nacional de Moldavia para Eurovisión 2010 - Segunda posición con la canción "You should like".
- 2011 Preselección Nacional de Moldavia para Eurovisión 2011 - Tercera posición con la canción "Dorule".
- 2012 Preselección Nacional de Moldavia para Eurovisión 2012 - Primera posición con la canción "Lăutar".
- 2023 Preselección Nacional de Moldavia para Eurovisión 2023 - Primera posición con la canción "Soarele şi Luna".